# Gorazd
Svatý Gorazd (asi 840?–900?) patří spolu se sv. Cyrilem, sv. Metodějem, sv. Klimentem, sv. Angelárem, sv. Naumem a sv. Sávou k tzv. sv. Sedmipočetníkům. V křesťanském církevním kalendáři připadá jeho svátek na 27. července.

## Život
Pocházel z významné rodiny žijící pravděpodobně poblíž Nitry (snad v místě dnešní vesnice Močenok). Stal se žákem Soluňských bratří a v roce 868 byl v Římě spolu s dalšími jejich učedníky vysvěcen na kněze. Pro jeho mimořádné vzdělání a diplomatické schopnosti si jej před svou smrtí arcibiskup Metoděj vyvolil za svého nástupce v čele moravské církve. To však bylo v rozporu s kanonickým právem, neboť nového arcibiskupa mohl jmenovat pouze papež, a Metoděj zemřel dřív, než mohl svůj postup obhájit. Nitranský biskup Wiching volbu neuznal a u nového papeže Štěpána V. navíc dosáhl zákazu slovanské liturgie. Žáci Cyrila a Metoděje byli pronásledováni, mučeni, vězněni a roku 886 vyhnáni z Velké Moravy.
Další Gorazdovy osudy nejsou spolehlivě doloženy, je ale možné že ze země vyhnán nebyl a po propuštění z vězení se pravděpodobně stáhl ke dvoru některého velmože. Existují domněnky, že po smrti knížete Svatopluka při obnovení moravské církevní organizace kolem roku 900 byl právě sv. Gorazd vysvěcen na biskupa a povýšen na moravského arcibiskupa.
Po vpádu Maďarů do Karpatské kotliny počátkem 10. století byl pravděpodobně nucen utéct do zahraničí. Historické prameny se však rozcházejí v určení místa jeho dalšího působení. Je možné, že působil v Krakově na území dnešního Polska, Čechách (existuje např. místní tradice, že byl zakladatelem Horažďovic, což může být ale pouze lidová etymologie) nebo v Bulharsku (kam možná odešel s vyhnanci už v roce 886). Právě v Bulharsku, kde je zařazen do seznamu svatých Sedmipočetníků, je jeho památka zvláště živá. Jedna bulharská legenda vypráví o jeho sesazení z biskupského stolce a věznění. Jeho ostatky jsou uctívány ve městě Berat spolu s ostatky sv. Angelára, ale jejich pravost je sporná.
Protože velmi dobře znal svého učitele sv. Metoděje, dá se předpokládat, že je autorem jeho životopisu Život Metodějův.

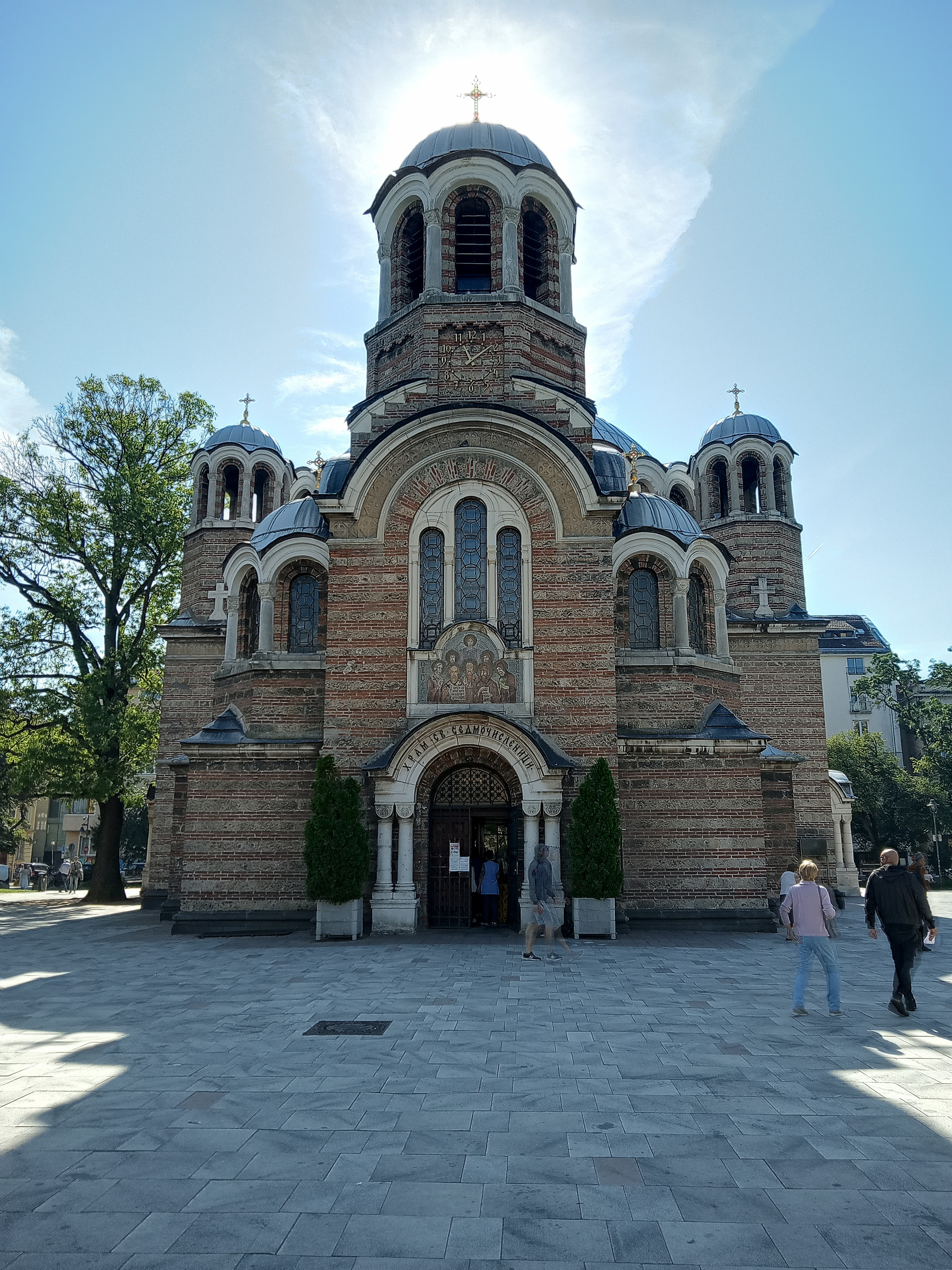
Chrám svatých Sedmopočetníkov v Sofii uchovává ostatky sv. Gorazda

## Úcta
V křesťanském církevním kalendáři je od roku 1967 svátek sv. Gorazda slaven 27. 7. (dříve 17. 7.)
V roce 1939 mu byl zasvěcen chrám svatého Gorazda v Olomouci. Atributy sv. Gorazda jsou mitra, berla a dvojitý kříž. Dalšími variantami jména tohoto světce jsou Horymír či Montanus. Slovo gorazd dříve znamenalo člověk z hor (goral), zkušený či zdatný a je možné, že se v tomto případě jednalo spíše o přezdívku, než o vlastní jméno. Později si totéž jméno zvolil biskup pravoslavné církve sv. Gorazd II. (1879–1942) (původním resp. světským jménem Matěj Pavlík).
Tajemno kolem Gorazdovy osoby způsobené nedostatkem informací inspirovalo např. komiksové tvůrce k vytvoření fiktivního příběhu Gorazdův posel, vydaného v roce 1990.